# 国家宗教事務局令第5号
国家宗教事務局令第5号（こっかしゅうきょうじむきょくれいだい5ごう、簡体字: 国家宗教事务局令第5号; 繁体字: 國家宗教事務局令第5號）、別名蔵傳仏教活仏転世管理辦法（ぞうでんぶっきょうかつぶつてんせいかんりべんほう）とは、2007年に中華人民共和国の国家宗教事務局が定めた、チベット仏教の化身ラマ選定に関する規則。以後、化身ラマの選定には、中国政府の認可が必要となった。

## 背景
化身ラマは、チベット仏教にとって重要な制度である。14世紀頃から、チベット仏教の高僧は、過去の仏教指導者（釈迦など）の転生であると信じられるようになった。それは次第に制度化され、チベット仏教の高僧が死ぬと、その高僧が死んで少し経って生まれた人間の中から、その高僧の地位を継ぐ人物が選ばれることとなった。
転生の認定方法は、時代によっても高僧の地位によっても変わる。高僧は、一般に有力寺院の責任者でもあるため、転生の認定は単なる宗教行為ではなく、政治的な意味も持つ。そのため、この認定には時の権力者の影響を受けることも多かった。例えば清（中国）の乾隆帝は、グルカ戦争でチベットに援軍したのをきっかけにチベットへの影響力が増し、チベットの有力化身ラマの選定には金瓶掣籤と呼ばれる一種の籤引きで決定するようチベットに約束させている。一方、ダライ・ラマ13世は金瓶掣籤を事実上廃止し、代わりに重要な高僧の認定に自身の占いの結果を考慮させた:125-126。
1951年の中華人民共和国によるチベットの武力併合以来、中国政府は化身ラマの転生に対してさまざまな干渉をしてきた。1992年には中国共産党中央と国家宗教事務局の会議が行われ、化身ラマの選定は中国政府指導で行い、国外の組織や個人の関与を禁止することが確認された。また中国政府は、高僧パンチェン・ラマ11世の転生者として、ダライ・ラマ14世が選んだゲンドゥン・チューキ・ニマを認めず、1995年に改めて金瓶掣籤でギェンツェン・ノルブを選んでいる。ただし、この時の金瓶掣籤にはインチキがあったとの証言もある。

## 政令
2007年7月18日、中国の国家宗教事務局は、チベット仏教高僧の全ての転生に対して、政府の承認をえなければ違法または無効であるとする国家宗教事務局令第5号「チベット仏教活仏転生管理弁法」を発表、9月1日に施行された。中国共産党の機関紙人民網は、この制度に関して「転生管理がいっそう制度化され、信教の自由が促進されることになった」と説明している。
転生を認可されるためには、地方政府の宗教事務部門、省政府、国家宗教事務局、国務院の4機関への申請が必要となった。また、転生者の選定にあたっては、中国国外の組織および個人の影響を受けてはならないとされた。ただし、中国の国家管理はあくまでも事務と公共の利益に限られ、チベット仏教の宗教問題には干渉しないとも説明された。

## 反応
2007年8月4日、AFPBBは、この制度の導入は、中国政府がチベットを事実上の管理下に置くことを狙ったものだと報じている。
2007年10月18日、チベット亡命政府のダライ・ラマ14世はこの政令の発表を受け、「私が亡命中に死亡した場合、その地で転生する」と発表している。
2008年3月、チベット地区の行政中心地ラサ市にて、チベット僧侶によるデモを発端とし、暴徒の略奪や放火にまで発展したいわゆる2008年のチベット騒乱が勃発。東京新聞の論説委員は、この制度の導入が事件に影響した可能性もあると述べている。
2010年7月5日、チベット亡命政府は前日に行われたドジュブ・リンポチェの転生にこの制度が適用されたとして、抗議声明を発表している。
2011年9月24日、ダライ・ラマ14世はこの制度に対し「チベット人の伝統を根絶しようとするお笑いぐさ」との談話を発表している。
2014年、日本の産経新聞は、この制度が、将来ダライ・ラマ15世を中国政府主導で選定するための布石だと報じている。